# طويلان السفلي (كليائي)
طویلان السفلی (بالفارسية: طویلان سفلی) هي قرية تقع في إيران في قسم کلیائي الريفي. يقدر عدد سكانها بـ 1,088 نسمة .